# Edward Durell Stone
Edward Durell Stone (født 9. marts 1902, død 6. august 1978) var en amerikansk arkitekt.